# Prostějov
Prostějov (deutsch Proßnitz) ist eine Stadt in der Region Olomoucký kraj in Nordmähren. Sie ist zugleich Sitz des Okres Prostějov. 2012 wurde Prostějov zur Statutarstadt erhoben.

## Geographie

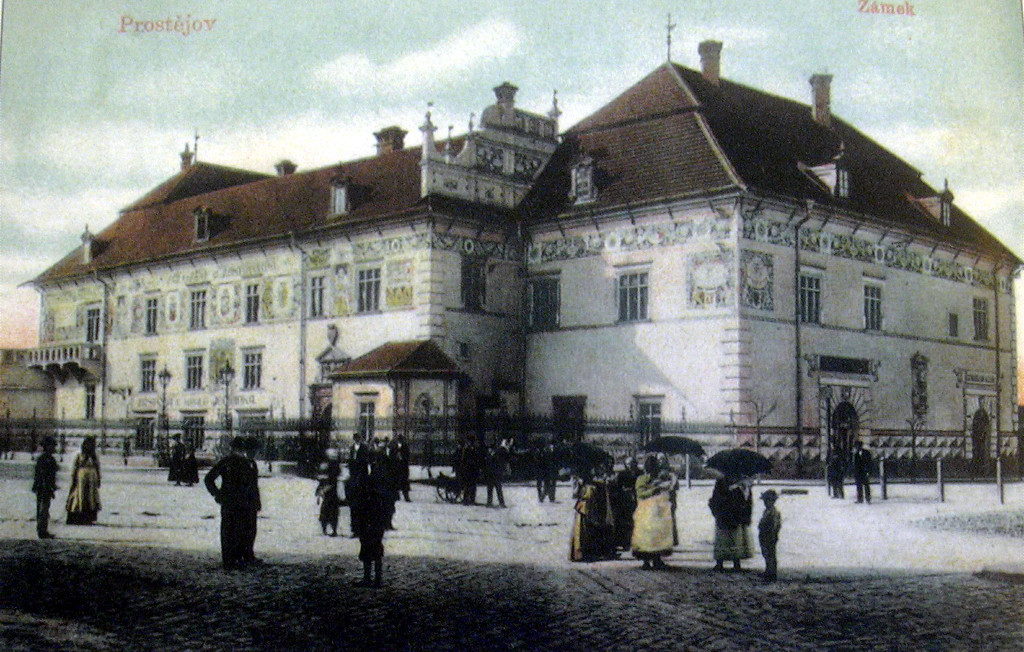
Proßnitzer Schloss (1903)

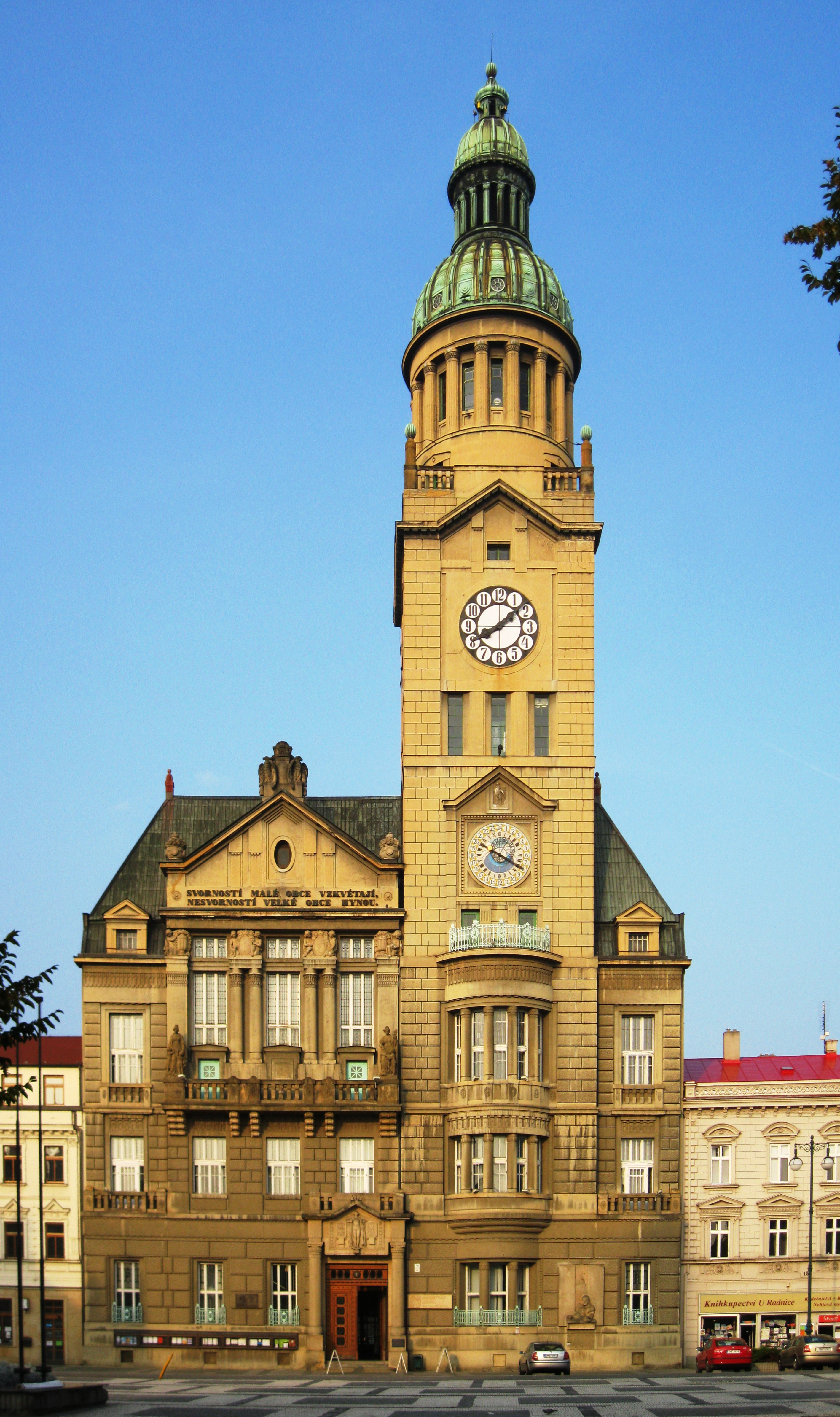
Das neue Rathaus

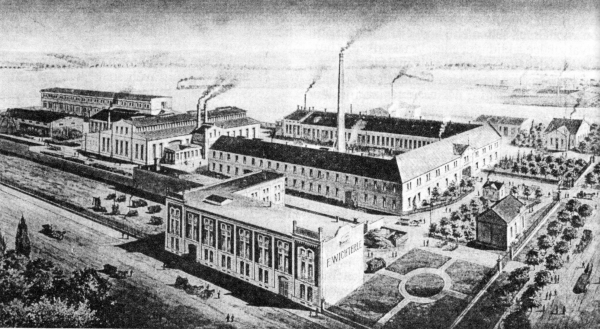
Fabrik F. Wichterle im Jahr 1900

Prostějov liegt in der fruchtbaren Hanna-Ebene in Mähren, 18 Kilometer südwestlich von Olmütz. Nahe der Stadt befindet sich der Zusammenfluss der Romže und der Hloučela.

## Geschichte
Das spätere Prostějov ist 1131/41 in einem Besitzverzeichnis des Bistums Olmütz erstmals nachgewiesen. 1213 ist für die Marktsiedlung die tschechische Schreibweise «Prosteyow» belegt, 1258 die deutschen Form «Prosteys», die bis zu den Hussitenkriegen dominierte. In der zweiten Hälfte des 13. Jahrhunderts entstand die Altstadt mit der Marienkirche und in den Jahren 1393–1406 die Neustadt. In der ersten Hälfte des 14. Jahrhunderts gehörte Proßnitz den Markgrafen von Mähren, nach 1350 den Herren von Schellenberg, die es 1372 den Herren von Krawarn verkauften. Sie verbanden Proßnitz mit ihrer Herrschaft Plumenau. 1390 erteilte Marggraf Jobst von Mähren dem «opidum Prostanum» das Privileg eines Jahrmarkts. 1391 gründete der Oberste Kämmerer von Olmütz, Peter (I.) von Krawarn († 1411) das Augustiner-Chorherrenstift Proßnitz. Im 15. Jahrhundert bekannten sich die Bürger zum Utraquismus. 1430 zerstörten die Hussiten die Gebäude und die Stiftskirche der Augustiner-Chorherren. Auf dem Areal des zerstörten Stifts ließen sich 1454 aus Olmütz vertriebene Juden nieder, die hier eine Synagoge errichteten. Um 1500 entstand eine Siedlung der Böhmischen Brüder, die 1503 ein Gebetshaus erbauten.
1492–1599 gehörte Proßnitz den Herren von Pernstein. Johann IV. von Pernstein errichtete im Nordwesten der Stadt ein Schloss, das sein Sohn Vratislav mit steinernen Arkaden umgeben ließ.
Seit dem 15. Jahrhundert sind in der Stadt Juden belegt. Die jüdische Gemeinde entwickelte sich zu der nach Nikolsburg größten und bedeutendsten in Mähren. Als eines der religiösen, kulturellen und geistigen Zentren des mährischen Judentums galt Proßnitz über Jahrhunderte hinweg auch als Hannakisches Jerusalem. Neben bedeutenden Rabbinern zählten dazu auch für die Zeit nach 1800 Gelehrte wie Gideon Brecher, Moritz Steinschneider oder Edmund Husserl.
1599 gelangte Proßnitz an das Haus Liechtenstein. Karl I. (Liechtenstein) ließ Stadt und Herrschaft Proßnitz gewaltsam rekatholisieren. Zugleich ließen sich wieder vermehrt Deutsche in Proßnitz nieder. Gewaltige Schäden erlitt Proßnitz im Dreißigjährigen Krieg (1618–1648). 1730–55 erbauten die Liechtensteiner ein Kloster der Barmherzigen Brüder mit der St.-Nepomuk-Kirche sowie einem Spital und 1756–64 ein Kapuzinerkloster, das 1784 durch die Josephinischen Reformen aufgelöst wurde. Im 18. Jahrhundert erlebte die Tuchmacherei einen wirtschaftlichen Aufschwung. 1801 gründete der Unternehmer Veith Ehrenstamm eine Tuchfabrik, die sich während der Napoleonischen Kriege nicht erfolgreich entwickeln konnte, aber schon 1840 war Proßnitz ein Zentrum der Konfektionsindustrie. Außerdem wurden Landmaschinen produziert. Bedeutung erlangte auch die Nahrungsmittelindustrie. 1855 wurde Proßnitz Sitz des gleichnamigen Bezirks. 1870 erhielt Proßnitz einen Eisenbahnanschluss an der Strecke Brünn–Olmütz. Damals befanden sich in der Stadt eine deutsche und eine tschechische Oberrealschule, eine Webschule, ein städtisches Krankenhaus und ein Spital der Barmherzigen Brüder sowie Gasbeleuchtung. 1880 wurden 18.417 Einwohner gezählt, darunter 1800 Juden. 1892 wurde erstmals ein Tscheche, Karel Vojáček, zum Bürgermeister gewählt. Um 1900 hatte Proßnitz bereits 25.466 vorwiegend tschechische Einwohner.
Nach dem Zerfall des Vielvölkerstaats Österreich-Ungarn wurde Proßnitz nach dem Ersten Weltkrieg 1918 Teil der neu gebildeten Tschechoslowakischen Republik. Nach der Besetzung und Annexion durch das Deutsche Reich war die Stadt bis 1940 Sitz des Oberlandratsbezirks Proßnitz und gehörte danach bis 1945 zum Oberlandratsbezirk Mährisch Ostrau. Als Folge des Zweiten Weltkriegs wurden die deutschsprachigen Bewohner 1945/46 vertrieben.
Während des Prager Frühlings 1968 wurden bei einem Schusswechsel mit den Interventionstruppen des Warschauer Paktes drei Menschen getötet. 1990 wurde das historische Stadtzentrum zur Denkmalschutzzone erklärt.

## Stadtgliederung
Die Stadt Prostějov besteht aus den Ortsteilen:
- Čechovice (Tschechowitz) – 1050 Ew. (2001).
- Čechůvky (Tschechuwek) – 163 Ew.
- Domamyslice (Domamislitz) – 1056 Ew.
- Krasice (Krassitz) – 2046 Ew.
- Prostějov (Proßnitz) – 38.857 Ew.
- Vrahovice (Wrahowitz) – 3402 Ew.
- Žešov (Scheschow) – 325 Ew.

Grundsiedlungseinheiten sind Anenské Předměstí (St.-Anna-Vorstadt), Brněnské Předměstí (Brünner Vorstadt), Čechovice, Čechovice-Záhoří, Čechůvky, Chutěbory, Domamyslice, Husovo náměstí, K Seloutkám, Kolářovy sady, Místní nádraží, Náměstí Spojenců, Nemocnice, Nová nemocnice I, Nová nemocnice II, Plumlovské Předměstí (Plumenauer Vorstadt), Pololání, Přední díly, Příčky, Prostějov-historické jádro, Průmyslový obvod, Šárka, Sídliště Hloučela, Sídliště Svobody, Štér, U kostelecké silnice, U remízku, U trati, Vrahovice, Vrahovická, Za brněnskou silnicí, Za Hloučelou, Za nemocnicí, Za Olomouckou bránou, Zadní trávníky und Žešov.
Das Gemeindegebiet gliedert sich in die Katastralbezirke Čechovice u Prostějova, Čechovice-Záhoří, Čechůvky, Domamyslice, Krasice, Prostějov, Vrahovice und Žešov.

### Demographie
| Jahr | Einwohner | Anmerkungen |
| ---- | --------- | --- |
| 1837 | 08.552    | ohne die Judengemeinde (1.742 Einwohner in 58 Häusern), in 778 Häusern, bis auf drei Evangelische sämtlich katholische Einwohner, die beide Landessprachen sprechen |
| 1854 | 11.174    | Katholiken mährischer und deutscher Sprache nebst 2.000 Juden |
| 1857 | 12.542    | [ 4 ] |
| 1880 | 18.417    | darunter 1.800 Juden; 1060 Häuser |
| 1900 | 25.466    | mit der selbständigen Israelitengemeinde, vorwiegend tschechische Einwohner; 1515 Häuser                                                                            |
| 1910 | 31.462    | 1901 Häuser |
| 1921 | 31.092    | darunter 28.821 Tschechen, 1181 Deutsche und 562 Juden; 2178 Häuser                                                                                                 |
| 1930 | 33.481    | 2707 Häuser |
| 1950 | 33.183    | 3336 Häuser |
| 1961 | 33.502    | 3510 Häuser |
| 1991 | 41.556    | 3665 Häuser |
| 2001 | 38.857    | 3662 Häuser; einschließlich der Ortsteile 48.159 Einwohner und 5981 Häuser                                                                                          |

### Garnisonsstadt
Der Ort war Garnison folgender militärischer Einheiten:
- Kürassier-Regiment Nr. 5 (1798–1799)
- K.u.k. Dragonerregiment „Kaiser“ Nr. 11 (1832–1846)
- K.u.k. Husarenregiment „Graf Nádasdy“ Nr. 9 (1847)
- K.u.k. Dragonerregiment „Friedrich Franz IV. Großherzog von Mecklenburg-Schwerin“ Nr. 6 (1848–1849)
- K.u.k. Husarenregiment „Kaiser“ Nr. 1 (1849–1852)
- K.u.k. Dragonerregiment „Graf Montecuccoli“ Nr. 8 (1855–1859)
- K.u.k. Husarenregiment „Arthur Herzog von Connaught und Strathearn“ Nr. 4 (1861–1866)
- K.u.k. Husarenregiment „Friedrich Leopold von Preußen“ Nr. 2 (1866–1870)
- K.u.k. Dragonerregiment „Kaiser Franz I.“ Nr. 1 (1870–1871)
- K.u.k. Dragonerregiment „Nikolaus Nikolajewitsch Großfürst von Rußland“ Nr. 12 (1871–1879)
- K.u.k. Ulanenregiment „von Böhm-Ermolli“ Nr. 13 (1879–1883)
- 2./3. Eskadrons des Landwehr-Ulanenregiments 4. (1890)

Während des Zweiten Weltkrieges waren auf dem Fliegerhorst Kosteletz bei Proßnitz stationiert:
- 1944: Schlachtflieger-Ergänzungsgruppe 154
- August 1944 – Februar 1945: IV./Schlachtgeschwader 151
- Dezember 1944: 5./Jagdgeschwader 300
- Januar 1945: I. und II./Jagdgeschwader 77
- März 1945: Stab, I. und III. Schlachtgeschwader 4

Als Garnison der Streitkräfte der Tschechischen Republik
- Seit 2003 601. skupina speciálních sil generála Moravce. In der früheren Organisationsstrukturen seit 1960.

## Sehenswürdigkeiten
- Schloss Prostějov

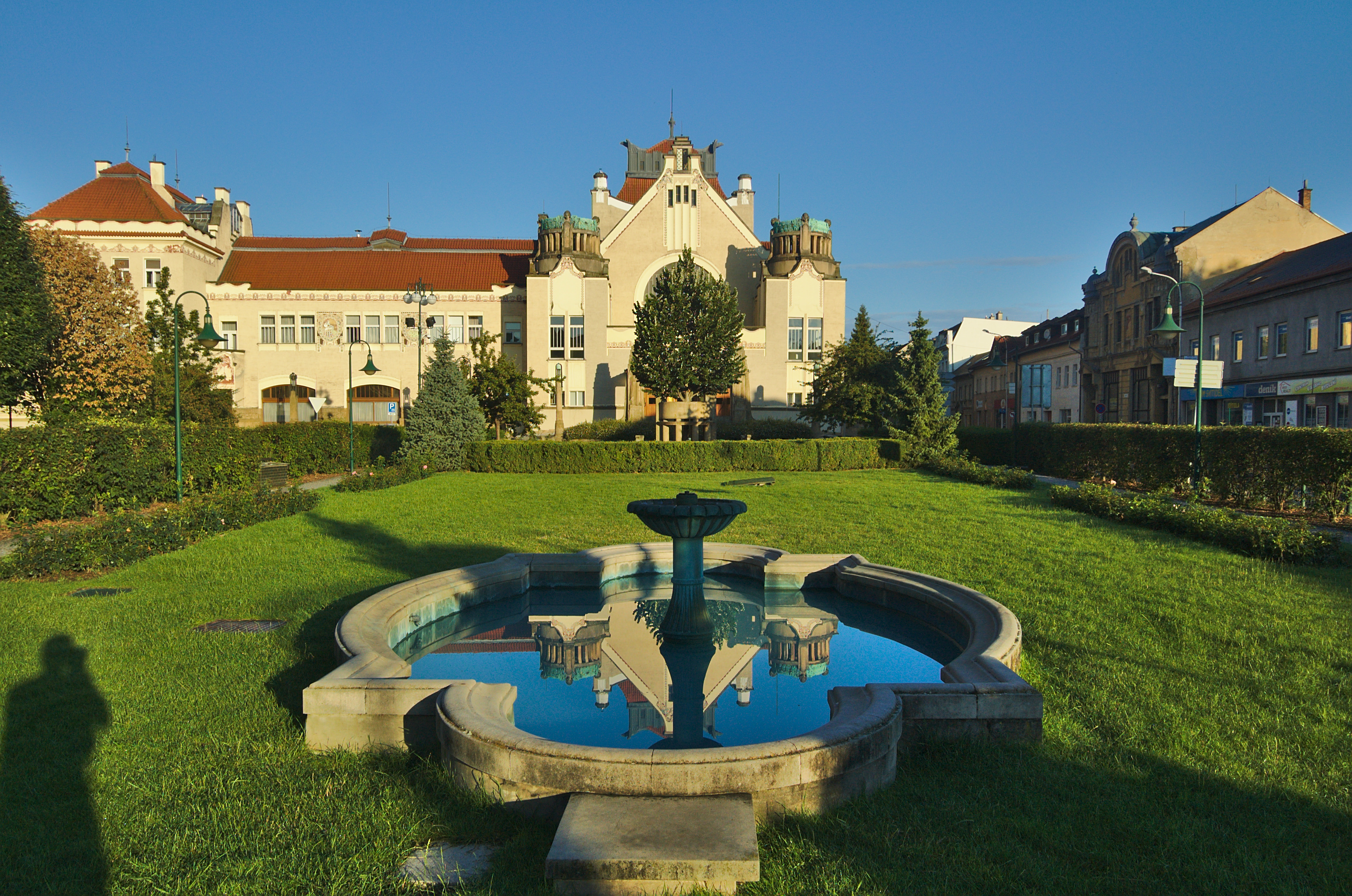
Narodní dům (städtisches Museum)

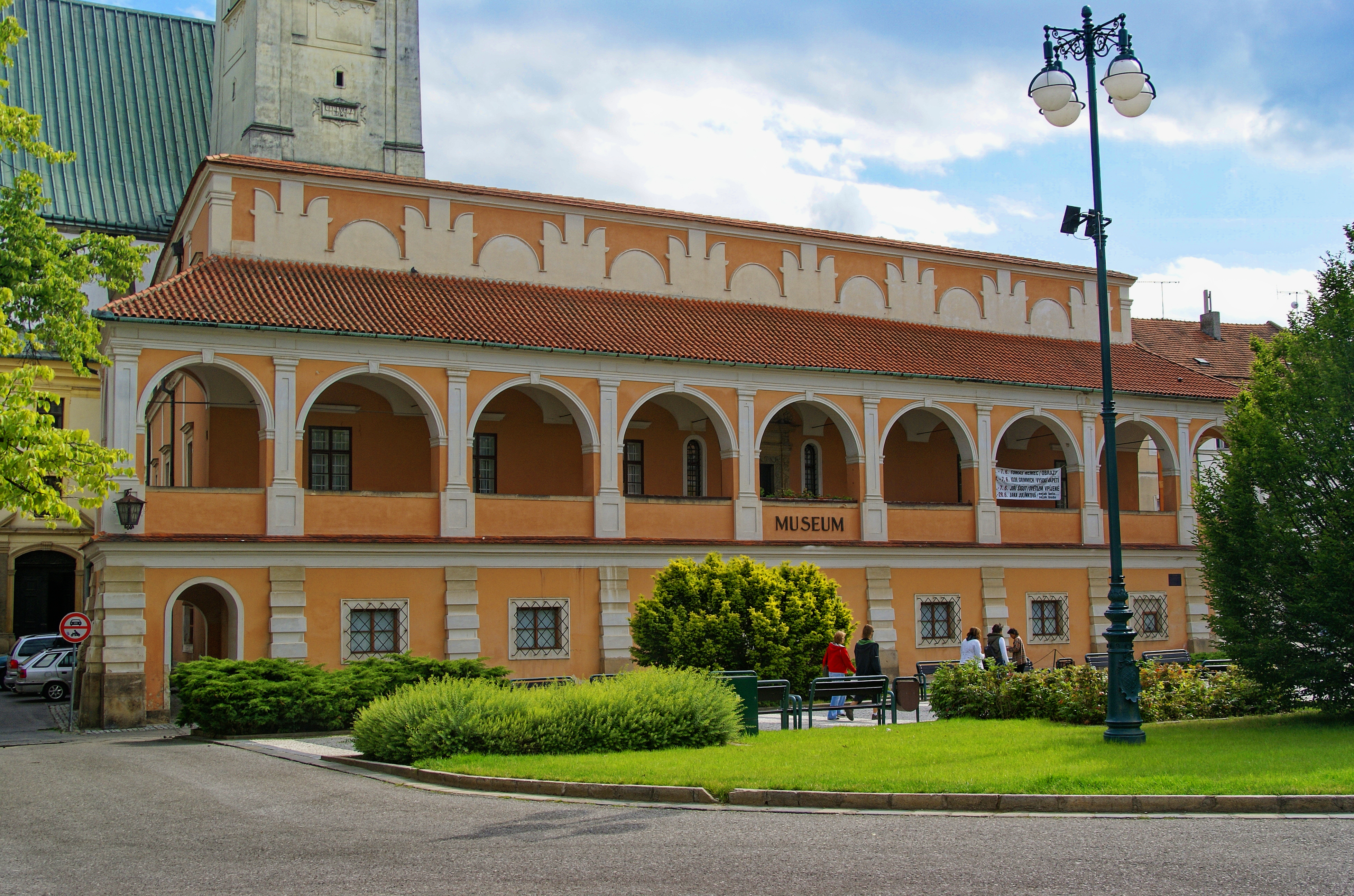
Altes Rathaus

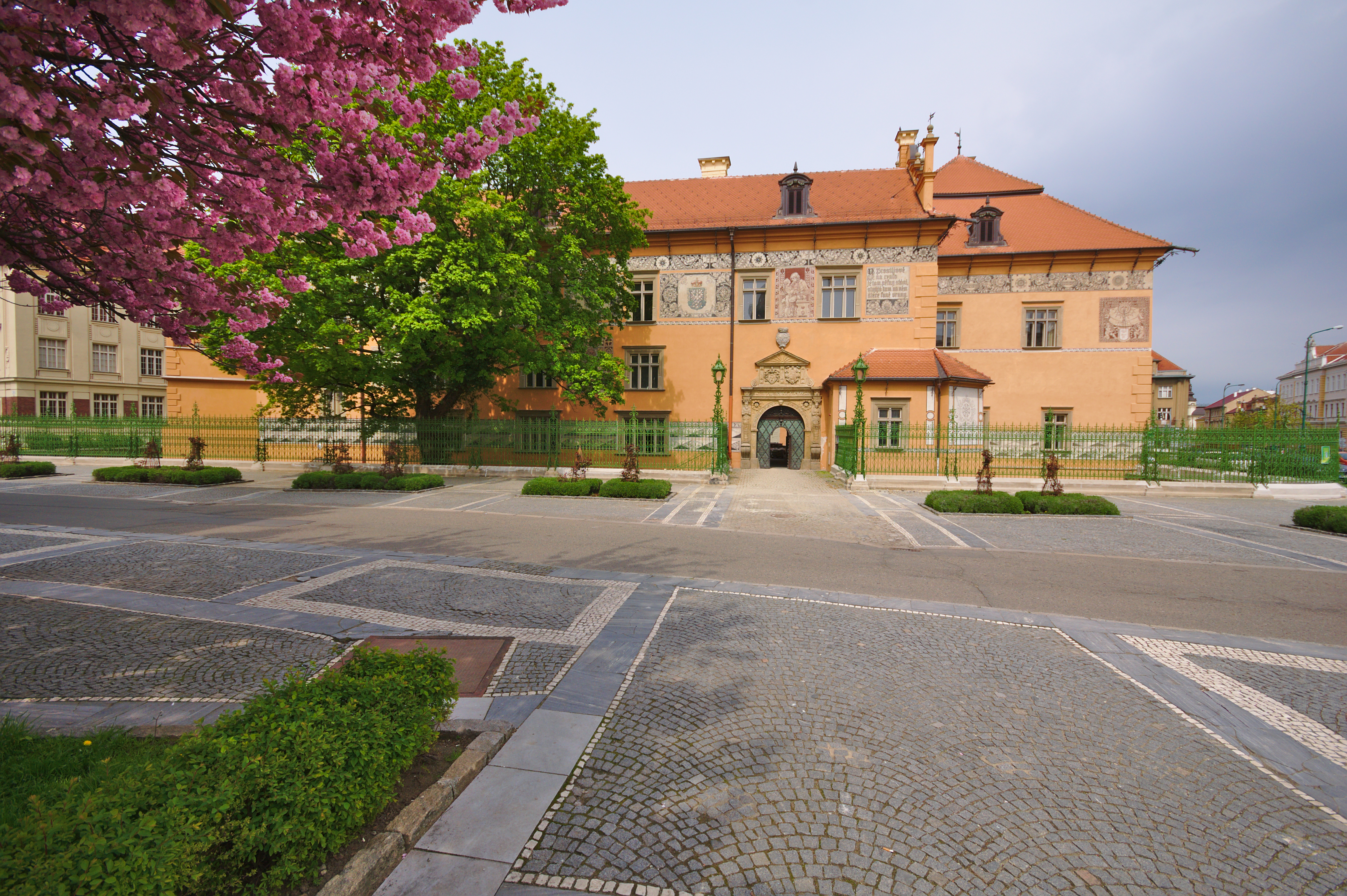
Das Schloss

- Pfarrkirche der hl. Kreuzerhöhung; sie wurde im Jahre 1391 von Herren von Krawarn für das Stift der Augustiner-Chorherren durch die Herren von Krawarn errichtet.
- Pestsäule aus dem Jahr 1714 mit der Statue der Jungfrau Maria
- Barockkirche des böhmischen Landesheiligen Johannes von Nepomuk mit Kloster der Barmherzigen Brüder
- Peter-und-Paul-Kirche mit der Barockkapelle des hl. Lazarus
- Kirche der hl. Kyrill und Method
- Volkshaus „Národní dům“ Jugendstilbau; 1905–1907 nach Entwurf des Architekten Jan Kotěra errichtet.
- Altes Rathaus – Renaissancebau aus den Jahren 1521–1530
- Neues Rathaus – errichtet 1911–1914 nach Entwurf des Brünner Architekten Karel Hugo Kepka.

## Persönlichkeiten

### Söhne und Töchter der Stadt

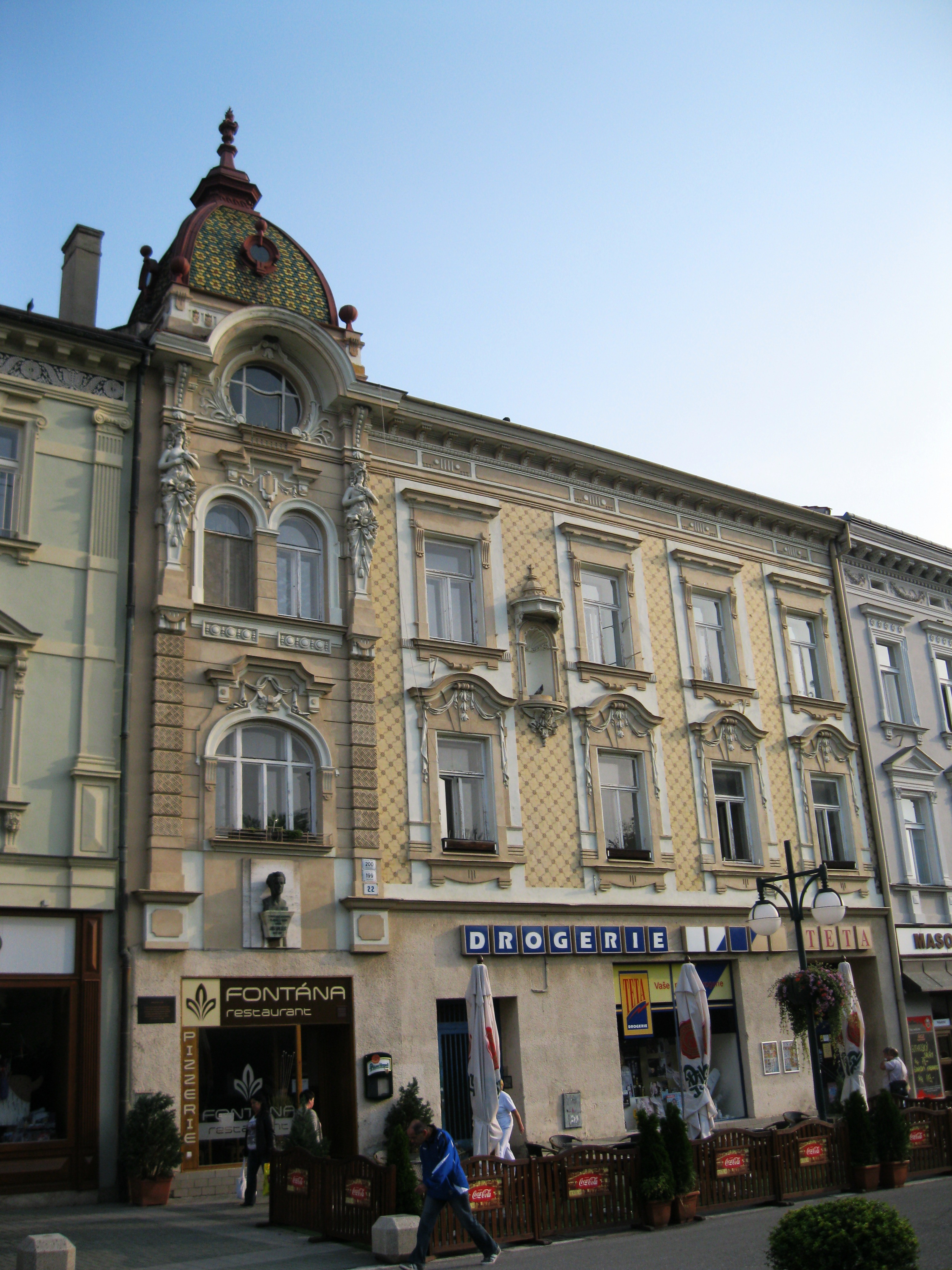
Geburtshaus von Jiří Wolker

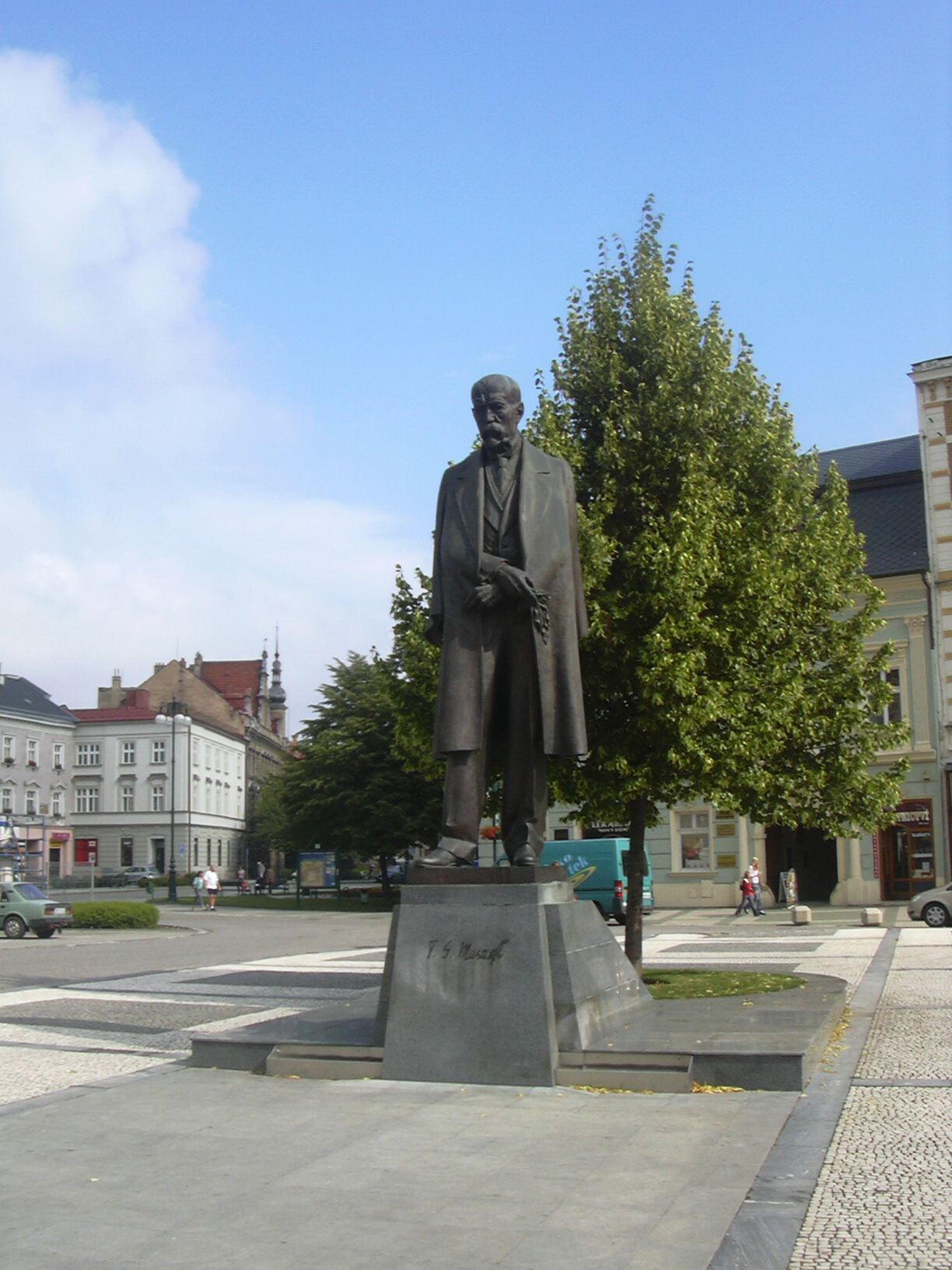
Masaryk-Denkmal

- Jan Filipec (1431–1509), Bischof von Großwardein und Administrator von Olmütz
- Matěj Rejsek (≈1445–1506), gotischer Steinmetz und Baumeister
- Veith Ehrenstamm (1763–1827), Industrieller
- Gideon Brecher (1797–1873), Arzt und Schriftsteller
- Franz Mandelblüh (1807–1878), österreichischer Notar und Politiker
- Wenzel Messenhauser (1813–1848), Offizier und Schriftsteller
- Moritz Steinschneider (1816–1907), Orientalist und Begründer der modernen hebräischen Bibliographie
- Johann Nepomuk Berger (1816–1870), Politiker, Schriftsteller und Rechtsanwalt
- Franz Kuhn von Kuhnenfeld (1817–1896), Reichskriegsminister
- Adolf Beer (1831–1902), Historiker
- Eugen Felix (1836–1906), Maler
- Max Fleischer (1841–1905), Architekt
- Ignaz Brüll (1846–1907), österreichischer Komponist und Pianist
- Alois Czerny (1847–1917), Volkskundler
- Georg Schmiedl (1855–1929), Lehrer und Gründer der Naturfreunde-Bewegung
- Konrad Loewe (1856–1912), Schauspieler und Dramatiker
- Richard Mandl (1859–1918), österreichischer Komponist
- Edmund Husserl (1859–1938), Philosoph, Begründer der Phänomenologie
- Moritz Freiberger (1861–1937), Textilchemiker und Unternehmer
- Richard Stein (1871–1932), Verleger
- Otto Zweig (1874–1942), Komponist
- Arthur Scheller (1876–1929), Astronom
- Arnold Heller (1877–1933), österreichischer Ingenieur und Schriftleiter
- Rudolf Alfred Höger (1877–1930), österreichischer Genre- und Kriegsmaler
- Pankraz Schuk (1877–1951), österreichischer Schriftsteller
- Zdeněk Bažant (1879–1954), Bauingenieur
- Franz Fiedler (1885–1956), Fotograf
- Ada Hirsch-Elias (1885–1975), österreichische Kinderärztin, Mitbegründerin der „Organisation der Ärztinnen Wiens“ und Verfolgte des Naziregimes
- Wilhelm Schmid (1888–1963), österreichisch-deutscher Mathematiker
- Vladimír Ambros (1890–1956), Komponist
- Carmen Cartellieri (1891–1953), Schauspielerin
- Max Zweig (1892–1992), Dramatiker
- Emanuel Kaláb (1895–1982), tschechischer Militärkapellmeister, Dirigent und Komponist
- Jiří Wolker (1900–1924), Dichter
- Bernhard Heilig (1902–1943), Ökonom und Historiker
- František Wolf (1904–1989), Mathematiker
- Josef Mach (1909–1987), Regisseur
- Otto Wichterle (1913–1998), Chemiker, Erfinder der Kontaktlinse

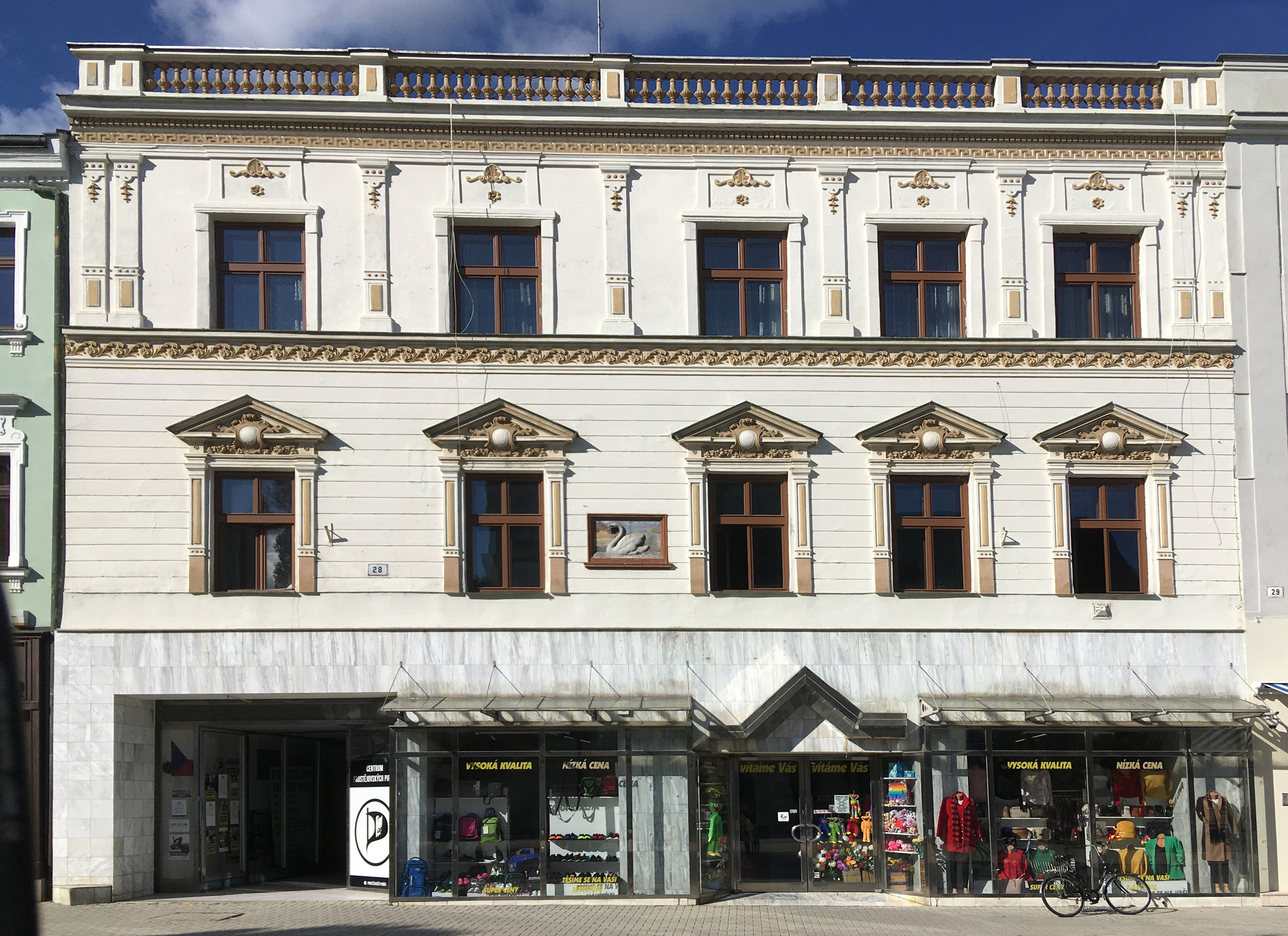
Susi Weigels Geburtshaus in Prostějov, Tomáš-Masaryk-Platz 28, wo ihre Eltern, der Proßnitzer Fabrikant Johann Weigel und seine Gattin Gisela, von 1900 bis 1915 lebten.

- Susi Weigel (1914–1990), österreichische Kinderbuchillustratorin
- Josef Polišenský (1915–2001), tschechischer Historiker
- Alexej Pludek (1923–2002), Schriftsteller und Politiker
- Ernest Hecht (1929–2018), britischer Verleger
- Jirina Prekop (1929–2020), Psychologin
- Milena Dvorská (1938–2009), Schauspielerin
- Vladimír Körner (* 1939), Drehbuchautor, Dramaturg und Schriftsteller
- Petr Chudozilov (* 1943), Schriftsteller
- Ladislav Županič (1943–2023), Schauspieler und Synchronsprecher
- Rostislav Václavíček (1946–2022), Fußballspieler
- Oldřich Machač (1946–2011), Eishockeyspieler
- Vladimír Vačkář (* 1949), Bahnradsportler
- Vlastimil Petržela (* 1953), Fußballspieler und Trainer
- Ladislav Svozil (* 1958), Eishockeyspieler
- Luděk Mikloško (* 1961), Fußballspieler
- Petr Hořava (* 1963), Physiker
- Karel Nováček (* 1965), Tennisspieler
- Paulina Porizkova (* 1965), Schauspielerin
- Robert Změlík (* 1969), Olympiasieger im Zehnkampf
- Jan Blatný (* 1970), Mediziner, Hochschullehrer und Politiker
- Martin Richter (* 1977), Eishockeyspieler
- Jindřich Skácel (* 1979), Fußballspieler
- Petr Kumstát (* 1981), Eishockeyspieler
- Jaroslav Pospíšil (* 1981), Tennisspieler
- Lukáš Krajíček (* 1983), Eishockeyspieler
- Petra Cetkovská (* 1985), Tennisspielerin
- Pavel Dreksa (* 1989), Fußballspieler
- Eva Hacurová (* 1993), Schauspielerin
- Jakub Čech (* 2000), Journalist und Aktivist
- Jakub Menšík (* 2005), Tennisspieler
- Jan Kumstát (* 2007), Tennisspieler

### In der Stadt wirkten und lebten
- Jan Černý (um 1456–1530), Arzt und Priester
- Johann von Pernstein (1487–1548), Landeshauptmann von Mähren
- Meir Eisenstadt (1670–1744), Rabbi
- Jonathan Eybeschütz (1690–1764), Rabbi
- Jan Alois Hanke (1751–1806), mährischer Aufklärer, Historiker, Schriftsteller und Humanist
- Carl Techet (1877–1920), satirischer Schriftsteller
- Arnold Korff (1870–1944), österreichischer Schauspieler
- Leo Lehner (1900–1981), österreichischer Komponist

## Partnerschaften
Städtepartnerschaften
- Borlänge (Schweden)
- Środa Wielkopolska (Polen)
- Hoyerswerda (Deutschland)
- Vysoké Tatry (Slowakei)
- St. Pölten (Österreich)

Schulen
- Schulpartnerschaft zwischen dem Gymnázium Jiřího Wolkera Prostějov und dem Léon-Foucault-Gymnasium Hoyerswerda (seit 7. November 2009)
- Schulpartnerschaft zwischen der Základni Skola a Materská Skola Prostějov und der Grundschule "An der Elster" und der Mittelschule "Am Stadtrand", beide in Hoyerswerda (seit 7. November 2009)

## Verkehr
Der Hauptbahnhof liegt an der Mährisch-Schlesischen Nordbahn. Der Stadtbahnhof Prostějov auch an den Linien Nezamyslitz-Olmütz-Sternberg der Kaiser Ferdinands-Nordbahn und Proßnitz-Triebitz (78 km) der Mährischen Westbahn.
Die Schnellstraße R46 (Rychlostní silnice 46) ist die direkte Verbindung zur Autobahn D1. Durch die Stadt verläuft auch der internationale Radweg Bernsteinstraße.

## Sport
1999 fanden in Prostejov das internationale Tennisturnier WTA Prostějov und einige Spiele der U-16-Fußball-Europameisterschaft 1999 statt. 2001 wurden die Spiele der Gruppe F des IIHF Continental Cup 2001/02 in der Stadt ausgetragen. Anfang Juni finden hier auch die tschechischen Meisterschaften im Discotanz statt.
- HK Jestřábi Prostějov (Eishockey)
- SK Prostějov (Fußball)
- BK Prostějov (Basketball)
- VK Prostějov (Volleyball) – in der Volleyball Champions League 2010/11 (Frauen)